# Corropoli
Corropoli (Curùppië in dialetto locale) è un comune italiano di 5 112 abitanti della provincia di Teramo in Abruzzo, facente parte della unione dei comuni Città Territorio-Val Vibrata.

## Geografia fisica
Il territorio di Corropoli è situato nella Val Vibrata. A nord confina con i comuni di Controguerra e Colonnella, ad est sempre con Colonnella, a sud con i comuni di Alba Adriatica e Sant'Omero e ad ovest con i comuni di Controguerra e Nereto.
Nella classificazione sismica della protezione civile è identificato come Zona 2, cioè zona a sismicità media, mentre nella classificazione climatica è contrassegnato come Zona D.

## Origini del nome
Alcuni sostengono che il nome Corropoli derivi da svariate possibili espressioni latine dai diversi significati:
- Corriupum: "confluenza di burroni, di calanchi, di ruscelli"
- Corrupulo: "spazio che comprende le rocce / ammasso di rocce"
- Corripulo: "spazio che comprende i calanchi / insieme di calanchi"
- Collerapoli, Collemrapulum: "colline coltivate a ravanelli / boschétti di ravanelli'"

Secondo le fonti più accreditate, però, il suo nome viene dal latino Collis Ruppuli, ovvero "Colle di Ripoli".

## Storia

### Ripoli
Ripoli è il nome dell'insediamento neolitico che sorgeva in parte sul territorio dell'attuale comune di Corropoli. Fu il medico condotto del paese, Concezio Rosa, a scoprirlo nel 1871.

### I Romani
Nel III secolo a.C. l'area di Corropoli entrò a far parte della Repubblica romana insieme alle zone circostanti. I Romani costruirono sul suolo corropolese ville e templi pagani. Durante degli scavi tra gli anni '70 e '90 sono stati rinvenuti decine di manufatti in terracotta, quali anfore e ciotole, e resti di ville e strutture monastiche sono perdurati fino ai giorni nostri.

### Medioevo - Rinascimento
Tra il 1393 e il 1760 Corropoli è sotto il dominio degli Acquaviva, duchi di Atri. I duchi di Acquaviva furono diciannove.
A Corropoli numerosi monumenti medievali testimoniano la diffusione del cristianesimo: l'abbazia di Santa Maria di Mejulano ("la Badia"), il Monastero di Gabbiano e, più recenti, la chiesa parrocchiale di Sant'Agnese, il convento di Santa Maria degli Angeli, la chiesa di San Giuseppe e la chiesa di San Donato.
Risale al periodo tra il XV e il XVI secolo la costruzione della torre campanaria di Corropoli, che oggi è considerata il simbolo della città. Opera di mastro Antonio da Lodi e della sua scuola, fa parte di un gruppo di quattro campanili "fratelli" della provincia di Teramo (gli altri 3 sono quelli di Teramo, Atri e Campli).
Nel 1393 Corropoli passò sotto il dominio della famiglia Acquaviva. Successivamente la ricevettero in premio dal re Ferrante per averlo aiutato a reprimere una ribellione degli atriani.
Sotto gli Acquaviva, Corropoli conobbe un periodo di fortificazione: vennero costruite solide mura e un castello baronale, nel perimetro che oggi è occupato dalla piazza del paese. Dimora preferita dai Duchi di Atri, gli ultimi ruderi furono demoliti intorno al 1828. Il castello aveva sale di tortura, grandi cantine e stalle per circa 40 cavalli.
Il 12 febbraio 1528 Corropoli fu data in dote a Dorotea Gonzaga, marchesa di Bitonto.
Nel 1541 Dorotea Gonzaga donò Corropoli e altre terre a suo nipote Baldassarre Acquaviva.
Nel 1694 Corropoli apparteneva alla principessa Francesca Caracciolo, moglie di Giosia degli Acquaviva, che l'aveva avuta in dote.
Corropoli rimase agli Acquaviva fino alla scomparsa di questa famiglia, avvenuta nel 1760 con la morte della duchessa Isabella Strozzi.

### Fino all'Unità d'Italia
Dopo la scomparsa degli Acquaviva, venne demolito il castello baronale per far spazio alla piazza Pie' di Corte ("ai piedi della corte", in riferimento agli Acquaviva).

### Simboli
Lo stemma e il gonfalone del comune di Corropoli sono stati concessi con il decreto del presidente della Repubblica del 28 novembre 2003.
Il gonfalone è un drappo di giallo.

## Monumenti e luoghi d'interesse

### Architetture religiose
- Chiesa parrocchiale di Sant'Agnese, o anche "Santuario della Madonna del Sabato Santo" : edificata nel XIV secolo sopra una cappella preesistente, il santuario della Madonna del Sabato Santo venne profondamente trasformato nel XV secolo, con l'aggiunta della torre campanaria, e poi nel XIX secolo con aggiunte neogoticheggianti e neoclassiche. Il santuario si caratterizza proprio per il campanile, realizzato da Antonio da Lodi o un suo allievo nella prima metà del Quattrocento; si erge su solido basamento, su cui si innalza il fusto quadrato suddiviso in tre piani da semplici cornici. Il piano inferiore in ragione del peso, è privo di aperture, mentre il terzo verso l'alto presenta un'apertura per alleggerire la portata e illuminare l'interno. Al di sopra del fusto quadrato, si erge l'elegante ottagono sormontato da un corpo piramidale, tale piramide è circondata da 8 pinnacoli, tradizionale ornamento dei campanili rinascimentali, e vi sono anche dei cammei policromi. La torre campanaria è coeva a quelle, realizzate da Antonio da Lodi e aiuti, del duomo di Teramo (1493), del Duomo di Chieti (1498), del Duomo di Atri (1502), della collegiata di Campli e della collegiata di Città Sant'Angelo.
La facciata della chiesa è ottocentesca in stile neoclassico, negli interni si conservano altari barocchi in stucco e marmo; di interesse l'altorilievo dorato della Madonna Mejulana o del Sabato Santo, proveniente dalla vicina abbazia dei Padri Celestini. Vi è anche una statua quattrocentesca in terracotta policroma della Madonna delle Grazie.
- Abbazia di Santa Maria di Mejulano: in contrada Celestini, è ricordata nelle bolle papali e nei regesti. Nel 1018 era già esistente, donata alla diocesi Aprutina, nel 1213 diventa dipendente dal monastero di San Pietro a Ferentillo, fondato da Faroaldo II duca di Spoleto; gli spoletani dettero all'abbazia la reliquia della Madonna di Mejulano, da cui il nome della chiesa, un'icona votiva dallo stile bizantino, conservata nel santuario della Madonna del Sabato Santo. Nel 1497 per volere di Andrea Matteo III Acquaviva e di Isabella Piccolomini d'Aragona, duchi di Atri e marchesi di Corropoli, il monastero fu concesso ai Padri Celestini, che lo ampliarono; nel 1616 fu elevato alla dignità di Abbazia nullius, ossia non dipendente da monasteri o da una diocesi, ma per effetto delle leggi napoleoniche nel 1807 l'ordine dei Celestino fu soppresso, e così l'abbazia fu ceduta al comune, che ne fece una scuola, mentre il patrimonio artistico andava perduto. Fu usata anche come campo di concentramento durante la seconda guerra mondiale.
L'abbazia oggi è restaurata, con gli esterni in laterizio, decorata nella facciata da elementi tardi di ispirazione gotica, nella parte sinistra della facciata vi è un corpo più elevato, che costituiva l'antica facciata del monastero. All'interno vi è il chiostro romanico con i portici che culmina in volte a vela
- Chiesa di San Giuseppe: si trova all'ingresso del paese, fu sede del Patronato dei conti Ricci, che la costruirono in laterizio nel 1877 su progetto di Norberto Rozzi da Campli. La chiesa però non venne mai completata, e oggi è chiaramente visibile tale lacuna all'esterno, ci sono dentellature destinate all'innesto di parti mancanti o di intonaci. Il complesso mostra architettura neogotica, con oculo centrale nella facciata e archi e portali a sesto acuto.
- Chiesa di Santa Maria degli Angeli: detta anche "convento della Montagnola" dal nome della contrada dove si trova. La prima costruzione era il casino di Campagna del duca Andrea Matteo II d'Acquaviva; nel 1688 il casino venne donato da Francesca Caracciolo duchessa d'Atri e moglie di Giosia III Acquaviva ai monaci francescani di Campli, che lo trasformarono in un convento. I francescani vi si insediarono nel 1694; dopo la soppressione degli ordini nell'800, il convento fu acquistato da una famiglia di Controguerra, anche se oggi con nuovi restauri è stato adibito a struttura ricettiva e centro convegni culturali. L'annessa chiesa ha copertura a capanna, con piccolo campanile a vela, che si erge posteriormente; la facciata è a coronamento orizzontale, impreziosita da un portale in pietra ad architrave piano, sormontato da una mensola. In alto il finestrone rotondo incorniciato in pietra, risulta tampognato e ai suoi lati ci sono due finestre strette. L'interno a navata unica è barocco.
- Monastero di San Benedetto a Gabiano (o chiesa di Sant'Antonio di Padova: si trova in questa contrada Gabbiano, e fu una delle prime chiese realizzate nel territorio di Corropoli. Fondato nel XII secolo dai Benedettini di Montecassino, sarebbe sorto sopra una casa romana con mitreo, di cui si conservano o ruderi della cisterna. I documenti citano il monastero sin dal 1188, quando dipendeva dall'abbazia di San Nicolò a Tordino, oggi scomparsa, presso Teramo; altri possedimenti erano le chiese di Santa Scolastica, San Donato, Santa Maria di Mejulano. Nel XV secolo il monastero ospitò il maestro di cappella Berardo da Teramo detto "Zacara", nel 1507 il monastero fu assegnato alla giurisdizione di Corropoli, nel 1671 fu dato in affitto ai Padri celestino di Mejulano, nel XIX secolo con le soppressioni il monastero fu abbandonato, anche se oggi sono in corso dei restauri.
La cappella principale ha subito vari restauri, entramve le navate laterali sono andate perse, e ne resta una sola, la facciata è in laterizio, dominata da campanile a vela centrale, e portale romanico ad arco a tutto sesto corn cornice e decorazioni altomedievali
- Palazzo comunale e Piazza Piè di Corte: il palazzo fu edificato nella piazza principale dai Conti Ricci; nella parte posteriore è evidente un piano seminterrato, i cui locali ospitavano le cantine. Nel 1892 i discendenti dei Ricci lo donarono alla municipalità di Corropoli. Il palazzo si presenta molto sobrio, con un elegante portico di accesso. La piazza fu realizzata nel 1830 con la demolizione dei resti del palazzo ducale degli Acquaviva, e di case limitrofe, creando un ampio spiazzo. La fontana centrale realizzata dai fratelli Ambrosio e Vincenzo Pantaleone di Torano Nuovo (TE) su progetto di Carlantonio Mabrosi, è stata realizzata nel 1831-36. Nel 1839 iniziarono le costruzioni di nuovi palazzi signorili di facoltose famiglie, per decorare la piazza, esisteva già il palazzo Ricci, poi sede del Comune, venne realizzati Palazzo Flajani.

### Siti archeologici
- Villaggio neolitico di Ripoli

## Società

### Evoluzione demografica
Abitanti censiti

## Amministrazione
| Periodo        | Periodo        | Primo cittadino     | Partito                                        | Carica  | Note          |
| -------------- | -------------- | ------------------- | ---------------------------------------------- | ------- | ------------- |
| 1990           | 1995           | Enzo Ranalli        | Lista civica di centro-sinistra                | Sindaco | [ 6 ]         |
| 23 aprile 1995 | 13 giugno 1999 | Carmine Guercioni   | Lista civica di centro-sinistra                | Sindaco | [ 7 ]         |
| 14 giugno 1999 | 7 giugno 2009  | Paolo D'Aristotile  | Lista civica di centro-destra                  | Sindaco | [ 8 ] [ 9 ]   |
| 8 giugno 2009  | 26 maggio 2019 | Umberto D'Annuntiis | Lista civica di centro-destra Corropoli cresce | Sindaco | [ 10 ] [ 11 ] |
| 27 maggio 2019 | in carica      | Dantino Vallese     | Lista civica di centro-destra Corropoli cresce | Sindaco |               |